# Elyhordeum dutillyanum
Elyhordeum dutillyanum är en gräsart som först beskrevs av Ernest Lepage, och fick sitt nu gällande namn av Wray Merrill Bowden. Elyhordeum dutillyanum ingår i släktet Elyhordeum och familjen gräs. Inga underarter finns listade i Catalogue of Life.